# Learjet 36
Bei der Learjet 36 handelt es sich um ein zweistrahliges Geschäftsreiseflugzeug in Tiefdeckerauslegung. Das Flugzeug verfügt über ein Zweipersonencockpit und über eine Kabine für bis zu 6 Passagiere, die in der Sitzanordnung 1+1 untergebracht sind.
Der Learjet 36 entspricht dem Learjet 35, ist jedoch zu Lasten der Passagieranzahl für eine höhere Reichweite vorgesehen.
1976 wurde das Modell zum Learjet 35A weiterentwickelt, der über eine etwas höhere maximale Startmasse verfügt und bei dem insbesondere die Langsamflugeigenschaften verbessert worden sind.
Von dem Modell Learjet 36 wurden insgesamt 60 Serienmaschinen gebaut und dann durch den weiterentwickelten Learjet 31 ersetzt. Die Produktion endete 1994. Bis zum Jahre 2003 gingen vom Learjet 36 8 Maschinen durch Unfälle verloren.

## Technische Daten
| Kenngröße                     | Daten des Learjet 36A                     |
| ----------------------------- | ----------------------------------------- |
| Besatzung                     | 2                                         |
| Passagiere                    | max. 6                                    |
| Länge                         | 14,83 m                                   |
| Spannweite                    | 12,04 m                                   |
| Höhe                          | 3,73 m                                    |
| max. Startmasse               | 8300 kg                                   |
| Höchstgeschwindigkeit         | 872 km/h                                  |
| optimale Reisegeschwindigkeit | 774 km/h                                  |
| Dienstgipfelhöhe              | 13.715 m                                  |
| Reichweite                    | 4673 km                                   |
| Triebwerke                    | zwei AlliedSignal TFE73122B zu je 15,6 kN |